# L'Appel de la forêt (film, 1972)
Pour les articles homonymes, voir L'Appel de la forêt et Call of the Wild.
Pour plus de détails, voir Fiche technique et Distribution.
L'Appel de la forêt (titre original anglais : The Call of the Wild) est un film britannique coproduit par la France, l'Allemagne de l'Ouest, l'Italie, l'Espagne et la Norvège, réalisé par Ken Annakin, sorti en 1972.
Il s'agit d'une adaptation du roman de Jack London.

## Synopsis
À la fin du XIXe siècle, au Canada. La ruée vers l'or bat son plein, et les centaines de prospecteurs venus chercher fortune ont besoin de chiens de traîneaux pour se rendre sur les sites enneigés du Klondike. L'un de ces chiens est Buck, un animal volé à un riche propriétaire et vendu à John Thornton, chargé par le gouvernement d'acheminer le courrier dans ces régions inhospitalières. Ensemble, ils vont affronter mille dangers, défier une nature particulièrement hostile, être attaqués par les loups, combattre les Indiens, et devenir les meilleurs amis du monde.

## Fiche technique
- Titre : L'Appel de la forêt
- Titre original : The Call of the Wild
- Scénario : Tibor Reves, Harry Alan Towers (sous le pseudo de Peter Welbeck), Win Wells & Peter Yeldham; Federico De Urrutia (version italienne) ; Hubert Frank (version allemande); d'après le roman de Jack London
- Photographie : John Cabrera
- Montage : Thelma Connell
- Musique : Carlo Rustichelli
- Direction artistique : Knut Solberg
- Costumes : Brit Hartmann, Grethe Wang
- Producteurs : Artur Brauner, George Davis, Peter Manley, Harry Alan Towers
- Sociétés de production : Central Cinema Company Film, Massfilms Limited, Norsk Film A/S, Oceania Produzioni Internazionali Cinematografiche, Towers of London Productions, Universal Pictures France (UPF), Ízaro Films S.A.
- Sociétés de distribution : Anglo-EMI Film Distributors (Royaume-Uni), Constantin Film (Allemagne de l'Ouest), Sandrew Film & Teater AB (Suède), VEB Progress Film-Vertrieb (Allemagne de l'Est), Intercontinental Releasing Corporation (États-Unis), Norsk Film A/S (Norvège)
- Pays de production :  Royaume-Uni,  France,  Allemagne de l'Ouest,  Italie,  Espagne,  Norvège
- Langue : anglais
- Tournage : du 27 mars 1972 au 2 mai 1972 • les extérieurs ont été tournés en Finlande, en Norvège et en Espagne.
- Format : couleur (Eastmancolor) — 35 mm — 1,33:1 — Son : Mono
- Genre : film d'aventures
- Durée : Norvège : 104 min / Espagne : 105 min / États-Unis : 100 min
- Dates de sortie :
  - Italie : 30 novembre 1972
  - Espagne : 21 décembre 1972
  - Allemagne de l'Ouest : 29 décembre 1972
  - Norvège : 16 février 1973
  - Royaume-Uni : 26 juillet 1973
  - France : 11 octobre 1973[1]

## Distribution
- Charlton Heston (VF : Raymond Loyer) : John Thornton
- Michèle Mercier (VF : Elle-même) : Calliope Laurent
- Raimund Harmstorf (VF : Francis Lax) : Pete
- George Eastman : Black Burton
- Maria Rohm : Mercedes
- Juan Luis Galiardo (VF : Serge Lhorca) : Seze
- Sancho Gracia : Taglish Charlie
- Friedhelm Lehmann : Charles
- Horst Heuck : Hal
- Rik Battaglia : Dutch Harry
- Alf Malland : Constatine
- Alfredo Mayo : Juge Miller
- Sverre Wilberg : Colonel
- Olov Pedersen : Pull rouge
- Per Amvik : François

## Autour du film
- Il s'agit d'un remake après les films de 1908, 1923 et 1935.
- On peut noter d'autres remakes après celui-ci : The Call of the Wild: Dog of the Yukon (1997), L'Appel de la forêt (2020)